# Vlad Tepes (band)
Vlad Tepes was een Franse blackmetalband die deel uitmaakte van Les Legions Noires.
De band heeft haar naam van de Roemeense tiran Vlad Tepes die in de 15de eeuw over Wallachië heerste. De band werd vooral bekend omdat zij deel uitmaakt van The Black Legions die in de jaren 90 extreem satanische black metal maakten. De muziek zelf was een geïmproviseerde vorm van oude black metal zoals Venom en Bathory die speelden. De band nam in haar loopbaan diverse demo's op, de bekendste daarvan is de in 1994 uitgekomen demo "War Funeral March", ook scoorde Vlad Tepes hoge ogen met de splits met Torgeist en Belketre in respectievelijk 1996 en 1995. Nadat LLN in 1997 uit elkaar viel stopte de band één jaar later in 1998.

## Bezetting

### Laatste bezetting
- Wlad - Vocalist, gitarist, drummer
- Vorlok - Vocalist, bassist

## Discografie
- 1994 Celtic Poetry (Demo)
- 1994 Return Of The Unweeping Moon (Demo)
- 1994 War Funeral March (Demo)
- 1995 March to the Black Holocaust (Split)
- 1995 Brouillons Demo (Demo)
- 1995 Brouillons II Demo (Demo)
- 1995 Into Frosty Madness (Demo)
- 1996 Black Legions Metal (Split)
- 1996 Dans Notre Chute (Demo)
- 1997 La Morte Lune (Demo)
- 1998 The Black Legions (Demo)